# 6656 Yokota
6656 Yokota è un asteroide della fascia principale. Scoperto nel 1992, presenta un'orbita caratterizzata da un semiasse maggiore pari a 3,1643198 UA e da un'eccentricità di 0,1558753, inclinata di 1,90390° rispetto all'eclittica.